# Kokosové máslo
Kokosové máslo (anglicky creamed coconut) je produktem ze zpracování kokosu. Jedná se o vody zbavenou dužinu polotuhé konzistence. Může být skladováno při pokojové teplotě. Rozmícháním v horké vodě lze získat kokosové mléko nebo kokosovou smetanu. Do pokrmů je však možné jej při vaření přimíchávat samotné.